# Rhaphiptera boliviana
Rhaphiptera boliviana là một loài bọ cánh cứng trong họ Cerambycidae.